# جیم ریوس
جیم ریوس (انگلیسی: Jim Reeves؛ ۲۰ اوت ۱۹۲۳ – ۳۱ ژوئیهٔ ۱۹۶۴) یک موسیقی‌دان اهل ایالات متحده آمریکا بود. وی بین سال‌های ۱۹۴۹ تا ۱۹۶۴ میلادی فعالیت می‌کرد.
این هنرمند در سال ۱۹۶۴ بر اثر سقوط هواپیما جان خود را از دست داد.